# Мешина
Мешина је одерана и препарирана цела животињска кожа (обично јагњећа или јарећа). Некада је служила за чување и преношење течност или житких и растреситих намирница. Такође је и део неких народних дувачких музичких инструмената, код којих служи као мех за добијање ваздушне струје за стварање тона (гајде, врста дипала и сл).
Мешина се често користи код традиционалне припреме млечних производа, односно за зрење сира и кајмака. Намирнице припремљене на овај начин имају специфичан укус и арому и представљају гастрономски доживљај.
Понекад се реч користи и да би се описао велики трбух, или за човека са великим трбухом.

## Прављење мешине
Мешина се најчешће прави од коже овце или јагњета, реће од јарета. Добија се клањем животиње на посебан начин, такозваним „драњем на мешину”. „Драње на мешину” се врши тако што се кожа расече дуж једне задње ноге, како би могла цела кожа да се одере. Драње се увек врши ручно, одвајањем коже од меса под притиском руке. Најважније је да кожа остане неоштећена.

### Припрема мешине за складиштење течности и хране
Одрана кожа се одмах пере чистом хладном водом и брије оштрим ножем или жилетом. После бријања канапом се везују отвори на мешини - велики рез на задњој нози (тзв. велики вез) и на остале три ноге. Преостали отвор на врату се добро посоли и приступа се надувавању мешине. Када се мешина надува проверава се да ли негде испушта ваздух. То се дешава отвори нису добро завезани или ако је кожа оштећена приликом драња. Ако се мешина користи за складиштење, оштећења на кожи се могу поправити. Те рупе се такође везују, као и отвори. На мање рупе се са унутрашње стране ставља лешник или мањи обли камен, а са спољашње стране се завеже канапом. За већа оштећења користи се орах. 
Када се установи да мешина не пропушта ваздух, преврће се тако да унутрашња страна буде споља. Затим се поново надува, оструже се да буде што чистија и добро обрише чистом крпом. После тога се везује и последњи, вратни отвор. Тако припремљена мешина се оставља да се суши. Сушење се најчешће врши на диму, ређе на промаји. Када се осуши, мешина се потапа у чисту воду или сурутку да омекша. После тога се добро опере у хладној води, одвежу се ножице, велики вез и вратни отвор и добро се посоле. Затим се поново изврне, тако да се унутрашња страна врати унутра и опет се завежу сви отвори осим вратног, да би се мешина могла посолити са унутрашње стране и надувати. Надувана мешина се остави 1-2 сата да се просуши. Мешина се не сме пресушити, како би остала савитљива. Тако припремљена мешина је спремна за употребу, односно да се у њу ставља сир и кајмак на зрење.

#### Време сушења
Ако је мешина намењена за зрење сира (нпр. црногорски Прљо) потребно је да се суши најмање месец дана, а ако је намењена за кајмак суши се и до годину дана.

### Припрема мешине за израду народних дувачких музичких инструмената
Израда мешине за музичке инструменте разликује се од израде за употребу у домаћинству у неколико детаља. 
Када се цела кожа свуче са заклане животиње, длака се не брије, већ се шиша на дужину од 5-10 мм. Длака у овом случају, осим естетске има и практичну улогу јер штити кожу изнутра од претеране кондензације и накупљене пљувачке током свирања. 
Пошто је осушена кожа крута, таква је неупотребљива за мешину. Зато се пре израде инструмента потапа у воду у којој стоји 4-5 дана како би омекшавала. Омекшала кожа вади се из воде, изврне тако да длака буде унутра и ножем добро оструже и очисти. Тако очишћена добро се усоли кухињском сољу и накрају се у њу добро утрља пројино брашно. Састав ове смесе и уопште начин штављења другачији је код различитих мајстора.
Одабир коже за израду меха зависи од искуства и прохтева свирача. Квалитет мешине зависи пре свега од величине, а затим и од боје вуне односно длаке, еластичности (порозност), старости животиње, периода клања итд.